# Ruhlkirchen
Ruhlkirchen ist der größte Ortsteil der Gemeinde Antrifttal im mittelhessischen Vogelsbergkreis. Der Ort ist Sitz der Gemeindeverwaltung.

## Geografie
Ruhlkirchen liegt in Oberhessen im Tal der Antrift. Im Ort treffen sich die Landesstraßen 3070 und 3344.

## Geschichte
Der Ort gehörte vom 12. bis ins 19. Jahrhundert zum Gericht Katzenberg. Die Wasserburg Ruhlkirchen wurde um 1120 erbaut.
Anfang des 19. Jahrhunderts ging das Dorf mit dem gesamten Gericht Katzenberg als Folge des Reichsdeputationshauptschlusses aus Kurmainzer Besitz an Kurhessen über. Mit dem Friedensvertrag zwischen dem Königreich Preußen und dem Großherzogtum Hessen vom 3. September 1866 im Anschluss an den Krieg von 1866 fielen die Dörfer des „Distrikts Katzenberg“ an das Großherzogtum. In Ruhlkirchen galt damals kurhessisches Recht. Dieses behielt seine Geltung auch während der Zugehörigkeit zum Großherzogtum Hessen ab 1866. Es wurde zum 1. Januar 1900 von dem einheitlich im ganzen Deutschen Reich geltenden Bürgerlichen Gesetzbuch abgelöst.

### Gebietsreform
Im Zuge der Gebietsreform in Hessen schlossen sich am 31. Dezember 1971 die fünf Gemeinden Bernsburg, Ohmes, Ruhlkirchen, Seibelsdorf und Vockenrod zur neuen Großgemeinde Antrifttal zusammen.

### Einwohnerentwicklung
Quelle: Historisches Ortslexikon
- 1961: 31 evangelische (= 4,80 %), 615 katholische (= 95,20 %) Einwohner

| Ruhlkirchen: Einwohnerzahlen von 1834 bis 2014 | Ruhlkirchen: Einwohnerzahlen von 1834 bis 2014 | Ruhlkirchen: Einwohnerzahlen von 1834 bis 2014 | Ruhlkirchen: Einwohnerzahlen von 1834 bis 2014 | Ruhlkirchen: Einwohnerzahlen von 1834 bis 2014 |
| --- | ---------------------------------------------- | ---------------------------------------------- | ---------------------------------------------- | ---------------------------------------------- |
| Jahr |                                                |                                                |                                                | Einwohner                                      |
| 1834 | 1834                                           |                                                | 775                                            | 775                                            |
| 1840 | 1840                                           |                                                | 784                                            | 784                                            |
| 1846 | 1846                                           |                                                | 818                                            | 818                                            |
| 1852 | 1852                                           |                                                | 846                                            | 846                                            |
| 1858 | 1858                                           |                                                | 768                                            | 768                                            |
| 1864 | 1864                                           |                                                | 777                                            | 777                                            |
| 1871 | 1871                                           |                                                | 611                                            | 611                                            |
| 1875 | 1875                                           |                                                | 581                                            | 581                                            |
| 1885 | 1885                                           |                                                | 573                                            | 573                                            |
| 1895 | 1895                                           |                                                | 559                                            | 559                                            |
| 1905 | 1905                                           |                                                | 545                                            | 545                                            |
| 1910 | 1910                                           |                                                | 537                                            | 537                                            |
| 1925 | 1925                                           |                                                | 508                                            | 508                                            |
| 1939 | 1939                                           |                                                | 568                                            | 568                                            |
| 1946 | 1946                                           |                                                | 760                                            | 760                                            |
| 1950 | 1950                                           |                                                | 724                                            | 724                                            |
| 1956 | 1956                                           |                                                | 661                                            | 661                                            |
| 1961 | 1961                                           |                                                | 646                                            | 646                                            |
| 1967 | 1967                                           |                                                | 684                                            | 684                                            |
| 1970 | 1970                                           |                                                | 682                                            | 682                                            |
| 2008 | 2008                                           |                                                | 622                                            | 622                                            |
| 2011 | 2011                                           |                                                | 621                                            | 621                                            |
| 2014 | 2014                                           |                                                | 582                                            | 582                                            |
| Datenquelle: Historisches Gemeindeverzeichnis für Hessen: Die Bevölkerung der Gemeinden 1834 bis 1967. Wiesbaden: Hessisches Statistisches Landesamt, 1968. Weitere Quellen: |                                                |                                                |                                                |                                                |

## Sehenswürdigkeiten
- Die mittelalterliche Wasserburg Ruhlkirchen, Ende des 20. Jahrhunderts ausgegraben und teilweise restauriert, liegt unmittelbar neben der Antrift, in der Nähe des heutigen Feuerwehrhauses.
- Die Kirche St. Michael entstand zwischen 1820 und 1824.

## Wappen
Blasonierung: „In rotem Schild zwei aufrechtstehende abgekehrte silberne Streitäxte.“
Das Recht zur Führung eines Wappens wurde der Gemeinde Ruhlkirchen, im damaligen Landkreis Alsfeld am 2. März 1951 durch den Hessischen Innenminister verliehen. Gestaltet wurde es durch den Darmstädter Heraldiker Georg Massoth.
Es basiert auf dem Siegel des Ritters Gerhard von Ruhlkirchen. Das Wappen wird von der Gemeinde Antrifttal weitergeführt.

## Infrastruktur
- Im Ort gibt es ein Dorfgemeinschaftshaus, eine Grundschule und eine Kindertagesstätte.
- Freiwillige Feuerwehr Antrifttal-Ruhlkirchen.

## Persönlichkeiten
- Zwischen 1926 und 1929 unterrichtete der Kirchenmusiker Heinrich Rohr (1902–1997) in Ruhlkirchen.